# 揉合神社
揉合神社（もみあわせじんじゃ）は、山梨県北杜市小淵沢町字井詰原2970の5番地内にある神社。祭神は大山祇命（おおやまずみのみこと）・繁宮山神

## 歴史
八ヶ岳南麓は風を遮る樹木がほとんどない原野で、その一角に位置する小淵沢村は、八ヶ岳おろしの冷たい風でしばしば冷害となり、大雨による洪水の被害も受けた。
そのため1687年（貞亨4年）に村で風除林造成を計画し、アカマツの苗木を試植した。1689年（元禄２年）に代官所から長さ720間（約1,310メートル）、幅3間（5.5メートル）の植林の許可を得て、村の東（篠原）と西（甲六川）からアカマツを植え始めた。
約30年の年月をかけて植林を完成させ、東西からの植林が落ち合った場所に、1715年（正徳5年）植林完了の記念と山の安全、村の繁栄を願って石祠を建立し、「揉合神社」とした。
風除林は、盗伐の過料などの罰則を定めてその後も大切に管理され、1858年（安政5年）の記録には、風除林が大切に守られて、作物の実りもよく、人家も増えたとの記述がある。
1912年（明治45年）に帝室林野局から払い下げを受け、小淵沢村有林として保護活用された。
1954年（昭和29年）の町村合併で小淵沢町となったことを機に、小淵沢財産区が管理を引き継いで現在に至っている。
1980年（昭和55年）に社殿を建立し、繁宮山神を合祀した。
繁宮山神は、江戸時代に私財を投じて小淵沢村の入会権を守った繁宮利左衛門を祀る。その入会地は変遷をたどって小淵沢財産区有林となり、1968年（昭和43年）に売却され、旧小淵沢村地域の簡易水道建設資金となった。

## 境内

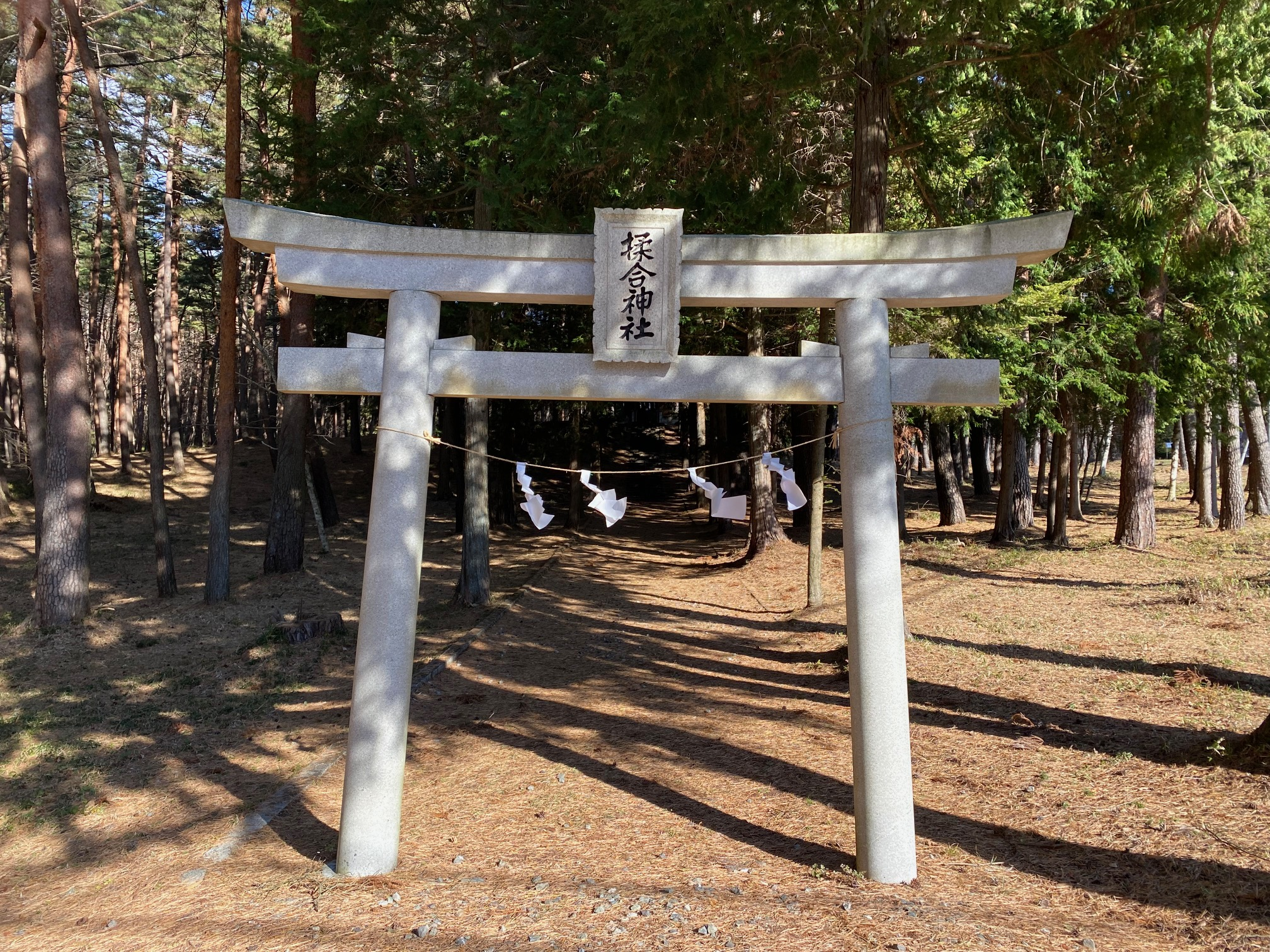
揉合神社の鳥居

境内にあるものは以下の通り。
社殿　欅造り、銅板葺、建面積3.23平方メートル　　1980年（昭和５5年）建立。
玉垣　大谷石造り、延長40メートル、高さ0.6メートル　　1980年（昭和55年）建立。
参道　玉砂利敷、延長79メートル、巾員4.3メートル　　1976年（昭和51年）整備。
鳥居　花崗岩石、高さ3.2メートル、巾2.5メートル　　1980年（昭和55年）寄進。
記念碑　
1. 風除林記念碑　　     1927年（昭和2年）建立。
2. 繁宮利左衛門顕徳碑　　1963年（昭和38年）建立。
3. 水道竣工記念碑　　   1972年（昭和47年）建立。